# 스포츠 하이라이트 (라디오 프로그램)
스포츠 하이라이트는 KBS 1라디오, KBS 3라디오, KBS 한민족방송에서 방송했던 스포츠 프로그램이다.
평일 진행자는 이광용 아나운서, 주말 진행자는 오승원 아나운서이며, 평일 방송시간은 평일 밤 9시 35분부터 밤 9시 58분까지, 주말 방송시간은 밤 9시 30분부터 밤 9시 58분까지이다.
| KBS 1라디오                                          |                                                                |                             |
| 이전                                                 | 스포츠 하이라이트                                              | 다음                        |
| KBS 뉴스 9 (1TV 수중계)                              | 스포츠 하이라이트                                              | 신성원의 문화읽기           |
| 평일 밤 9시 ~ 밤 9시 35분, 주말 밤 9시 ~ 밤 9시 30분 | 평일 밤 9시 35분 ~ 밤 9시 58분, 주말 밤 9시 30분 ~ 밤 9시 58분 | 밤 10시 10분 ~ 밤 10시 58분 |
|                                                      |                                                                |                             |

| KBS 3라디오                                          |                                                                |                        |
| 이전                                                 | 스포츠 하이라이트 (1R 수중계)                                  | 다음                   |
| KBS 뉴스 9 (1TV 수중계)                              | 스포츠 하이라이트 (1R 수중계)                                  | 연속낭독               |
| 평일 밤 9시 ~ 밤 9시 35분, 주말 밤 9시 ~ 밤 9시 30분 | 평일 밤 9시 35분 ~ 밤 9시 58분, 주말 밤 9시 30분 ~ 밤 9시 58분 | 밤 10시 ~ 밤 10시 20분 |
|                                                      |                                                                |                        |

| KBS 한민족방송                                       |                                                                |                              |
| 이전                                                 | 스포츠 하이라이트 (1R 수중계)                                  | 다음                         |
| KBS 뉴스 9 (1TV 수중계)                              | 스포츠 하이라이트 (1R 수중계)                                  | 보고 싶은 얼굴 그리운 목소리 |
| 평일 밤 9시 ~ 밤 9시 35분, 주말 밤 9시 ~ 밤 9시 30분 | 평일 밤 9시 35분 ~ 밤 9시 58분, 주말 밤 9시 30분 ~ 밤 9시 58분 | 밤 10시 ~ 밤 11시            |
|                                                      |                                                                |                              |